# 로빈 코맥

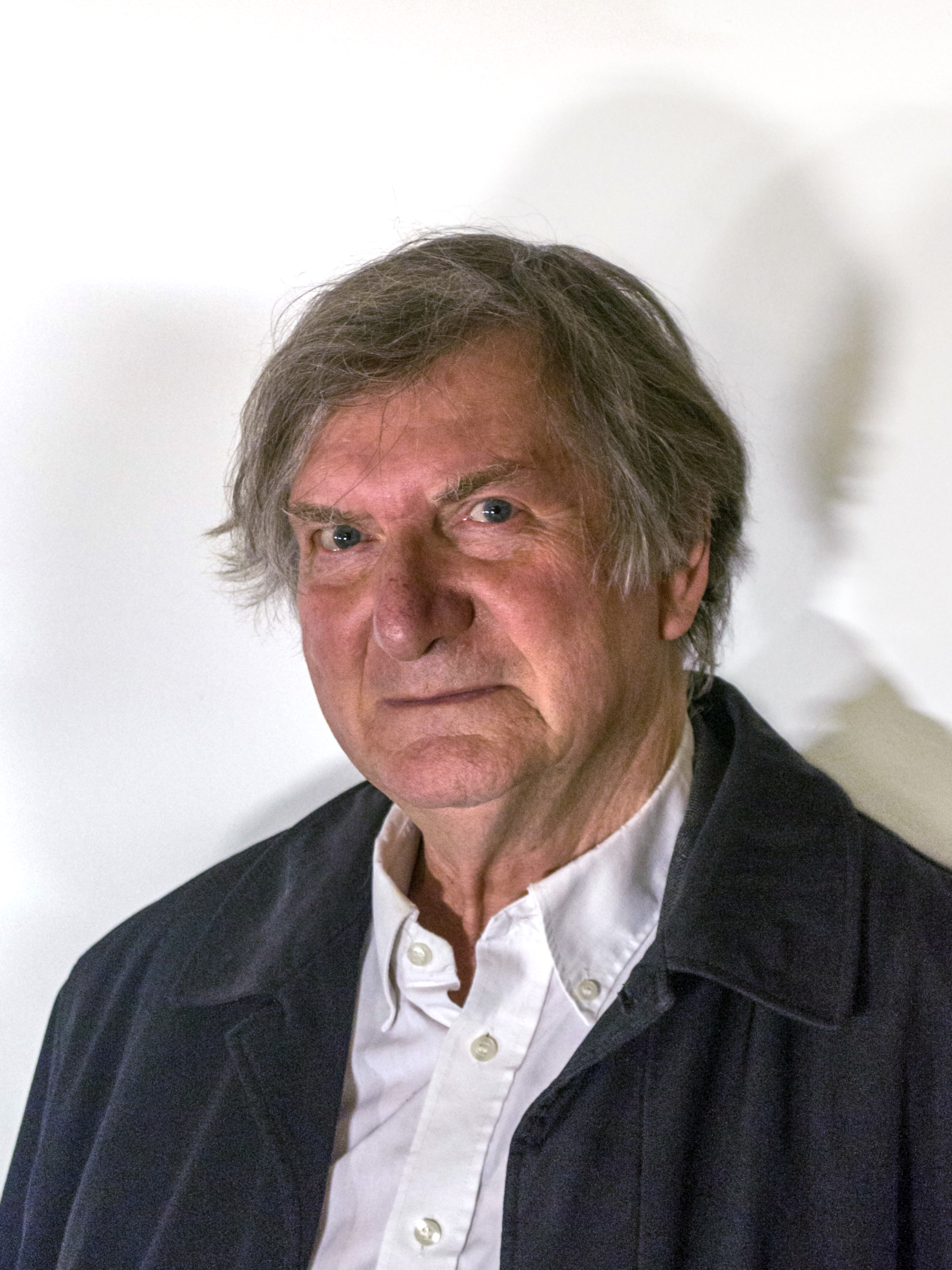
로빈 코맥

로빈 코맥(Robin Sinclair Cormack, FSA, 1938년 9월 27일~ )은 영국의 서양고전학자이자 비잔틴 미술 전문 미술사가이다. 1991년부터 2004년까지 런던 대학교 코톨드 미술학교(Courtauld Institute of Art)의 미술사 교수를 역임했다.

## 경력
로빈 고맥은 브리스톨 그래머 스쿨과 옥스퍼드 대학교 액시터칼리지에서 교육을 받았으며 런던 대학교 코톨드 미술학교에서 박사 학위를 받았다. 1966년부터 1982년까지 코톨트 학교에서 강의를 했다.
현재 케임브리지 대학교의 Faculty of Classics의 초대 강사로 있다.

## 생애
1961년 코맥은 Annabel Shackleton(수학 교사/언어학자)와 결혼했다. 자식으로 딸 소피아, 아들 저스틴이 있다. 별거 후 이온한 뒤 1985년 코맥은 메리 비어드(Mary Beard)와 결혼했다. 1985년 태어난 딸 조(Zoe), 1987년 태어난 아들 라파엘(Raphael)이 있다.

## 출판
- Writing in gold: Byzantine society and its icons, 옥스퍼드 대학교 출판부, 1985, ISBN 0-19-520486-7 (translated into French by Marie-Odile Bernez as Icones et Société à Byzance, G. Monfort, Paris, 1993, ISBN 2-85226-068-9).
- The Byzantine Eye: studies in art and patronage, Variorum Reprints, London, 1989. ISBN 0-86078-244-1
- Painting the soul : icons, death masks, and shrouds, Reaktion, London, 1997 (en:Runciman Award, 1998). ISBN 1-86189-001-X
- Byzantine Art, Oxford University Press, 2000. ISBN 0-19-284211-0
- Icons, 대영박물관, 2007. ISBN 0-7141-2655-1
- Byzantium 330–1453 with Maria Vassilaki, Catalogue of the 왕립예술원 Exhibition, 2008. ISBN 1-905711-26-3
- Oxford Handbook of Byzantine Studies, with en:Elizabeth Jeffreys and John Haldon, Oxford University Press, 2008. ISBN 0-19-925246-7

## 참고 문헌
- Faculty page at University of Cambridge
- CORMACK, Prof. Robin Sinclair, Who's Who 2012, A & C Black, 2012; online edn, Oxford University Press, Dec 2011, accessed 4 Feb 2012
- CORMACK, Prof. Robin Sinclair, Who's Who and Who Was Who 2019, A & C Black, 2019; online edn, Oxford University Press, Dec 2018, accessed 15 Dec 2019